# Ken Gunning
Kenneth Woodrow Gunning, detto Ken (Shelbyville, 4 giugno 1914 – Seguin, 2 aprile 1991), è stato un cestista e allenatore di pallacanestro statunitense, professionista nella NBL.

## Carriera
Giocò per due stagioni nella NBL, disputando complessivamente 16 partite con 6,6 punti di media.